# Stefan Wysocki (1886–1941)

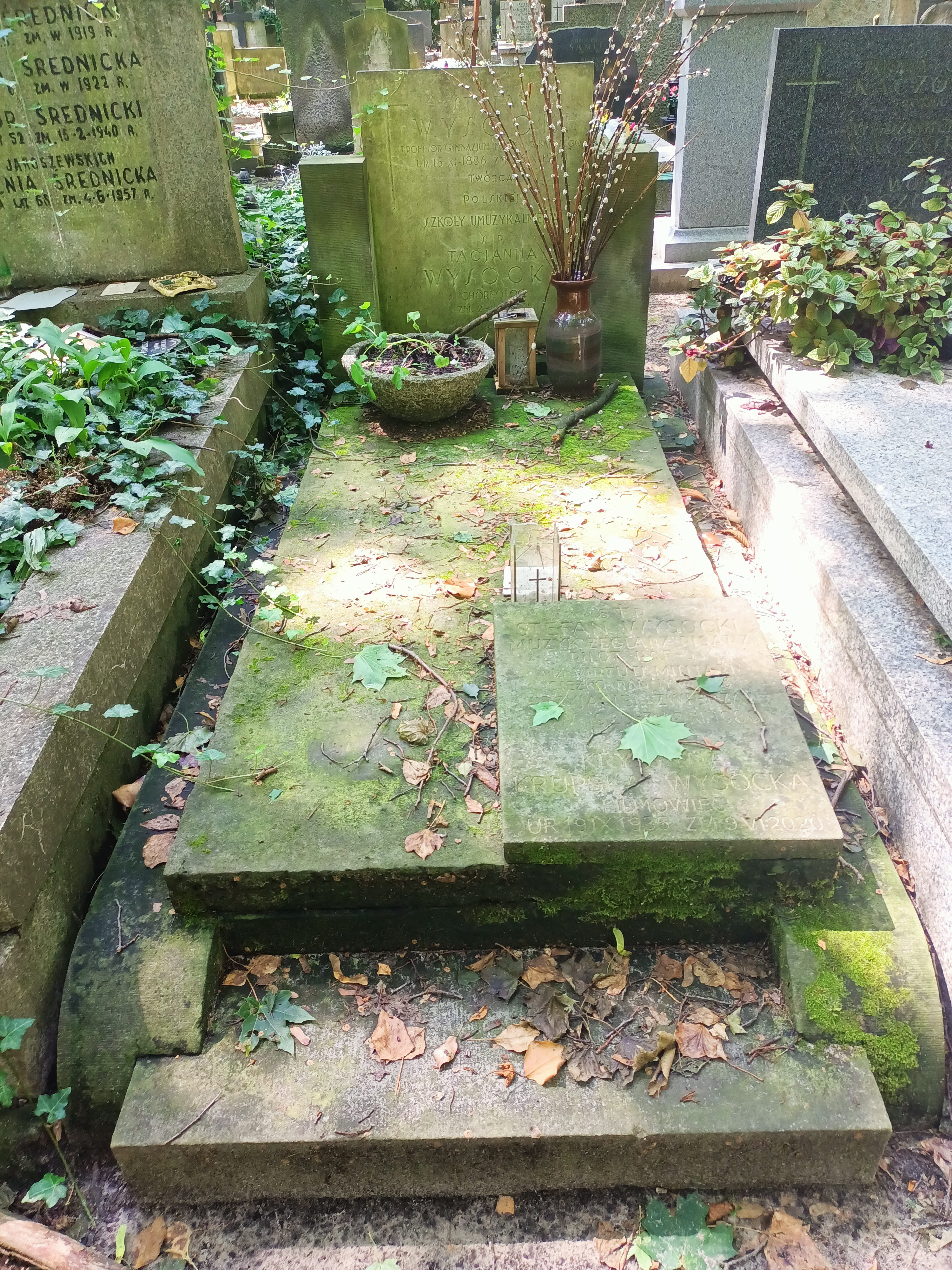
Grób Stefana Wysockiego Cmentarzu Powązkowskim w Warszawie

Stefan Wysocki (ur. 14 października 1886 w Wysokiem Mazowieckiem, zm. 26 października 1941 w Warszawie – polski muzyk, pedagog, twórca koncepcji umuzykalnienia.
W latach 1919-1940 był nauczycielem śpiewu i umuzykalnienia w I Państwowym Gimnazjum i Liceum im. Stefana Batorego w Warszawie. Wprowadził koncepcję umuzykalnienia metodą Dalcroze’a. Jako pierwszy w Polsce zainicjował lekcje słuchania muzyki.
Jego żoną była Tacjanna Wysocka, choreografka. Pochowany na cmentarzu Powązkowskim (kwatera 317-3-10).